# マイスウィートソウル
『マイスウィートソウル』(달콤한 나의 도시)は、2008年に韓国SBSで放送されたテレビドラマ。

## あらすじ
ウンス（チェ・ガンヒ）は外見普通・学歴普通のごくごく普通の未婚の31歳。独身仲間の電撃結婚発言と、昔の恋人の結婚の消息に意気消沈していた。
そんな折、飲み会に出かけたウンスは、笑顔の可愛い年下のテオ（チ・ヒョヌ）に出会う。テオの魅力に引き込まれたウンスはキスをする。ある日、会社の上司に勧められたお見合いに出ることになったウンスは、そこで農業企業会社の社長ヨンス（イ・ソンギュン）と出会う。
平凡だった日々が一点、突然年上男と年下男に囲まれることになったウンスの運命は…。

## 登場人物
- オ・ウンス：チェ・ガンヒ
- キム・ヨンス：イ・ソンギュン
- ユン・テオ：チ・ヒョヌ
- ハ・ジェイン：チン・ジェヨン
- ナム・ユヒ：ムン・ジョンヒ
- ナム・ユジュン：キム・ヨンジェ